# Robin Kinross
Pour les articles homonymes, voir Kinross (homonymie).
Robin Kinross (né en 1949) est un auteur et éditeur de livres de graphisme et de typographie. Son travail le plus important est La Typographie moderne (1992). Il est l'un des propriétaires de la maison d'édition Hyphen Press, née en 1980 et qui se consacre à la publication d'ouvrages de graphisme et de typographie.
Kinross a étudié la typographie et la communication visuelle à l'université de Reading.

## Œuvres
- Robin Kinross, Modern Typography: An Essay in Critical History, Hyphen Press, 1992. 
  - La Typographie moderne — Un essai d'histoire critique, traduction française de Amarante Szidon, éditions B42, Paris, 2012.
- Jost Hochuli et Robin Kinross, Designing Books: Practice and Theory, 1996.
- Robin Kinross, Unjustified Texts: Perspectives on Typography, 2002.
- Stuart Bailey et Robin Kinross, God’s Amateur: The Writing of E.C. Large, 2009.
- Marie Neurath et Robin Kinross, The Transformer: Principles of Making Isotype Charts, 2009. 
  - Le Transformateur — Principes de création de diagrammes isotype, éditions B42, Paris, 2013.